# Châteaufort (Alpes da Alta Provença)
Châteaufort é uma comuna francesa na região administrativa da Provença-Alpes-Costa Azul, no departamento dos Alpes da Alta Provença. Estende-se por uma área de 13,73 km². Em 2010 a comuna tinha 28 habitantes (densidade: 2 hab./km²).